# Cernusco sul Naviglio (stacja metra)
Cernusco sul Naviglio – stacja metra w Mediolanie, na linii M2. Znajduje się na viale Assunta, w miejscowości Cernusco sul Naviglio i zlokalizowana jest pomiędzy stacjami Villa Fiorita, a Cascina Burrona. Została otwarta w 1972.